# Kreuzkirche (Herzebrock)
Die Kreuzkirche ist ein evangelisches Kirchengebäude in Herzebrock im Kreis Gütersloh. Sie ist Filialkirche der Evangelischen Versöhnungs-Kirchengemeinde Rheda-Wiedenbrück im Kirchenkreis Gütersloh der Evangelischen Kirche von Westfalen.

## Geschichte
Nach dem Zweiten Weltkrieg stieg durch den Zuzug von Flüchtlingen und Vertriebenen die Zahl der evangelisch Gläubigen an, so dass ein eigener Pfarrbezirk gegründet wurde. Für die Gottesdienste wurden verschiedene Räumlichkeiten genutzt. Im Dezember 1956 konnte die Kreuzkirche bezogen werden.

## Baubeschreibung
Die Kirche ist ein einfacher weiß verputzter Saal mit schmaler Apsis. Sechs große Fenster gliedern die Fassade, deren Laibungen mit Sandstein gemauert sind. Der Haupteingang ist auch mit Sandstein gestaltet und hat ein Rundfenster. Anstatt eines Turmes wurde ein Dachreiter errichtet.